# Harold Edward Holt
Harold Edward Holt (5 d'agost de 1908 - 17 de desembre de 1967) va ser un polític australià i el 17è Primer Ministre d'Austràlia. Va passar 32 anys en el parlament, incloent-se els anys en què va ser ministre de governs, però només va governar com a primer ministre durant 22 mesos, abans de desaparèixer - i presumptament morir - mentre nedava a la platja de Cheviot Beach.